# Купеческая синагога (Могилёв)

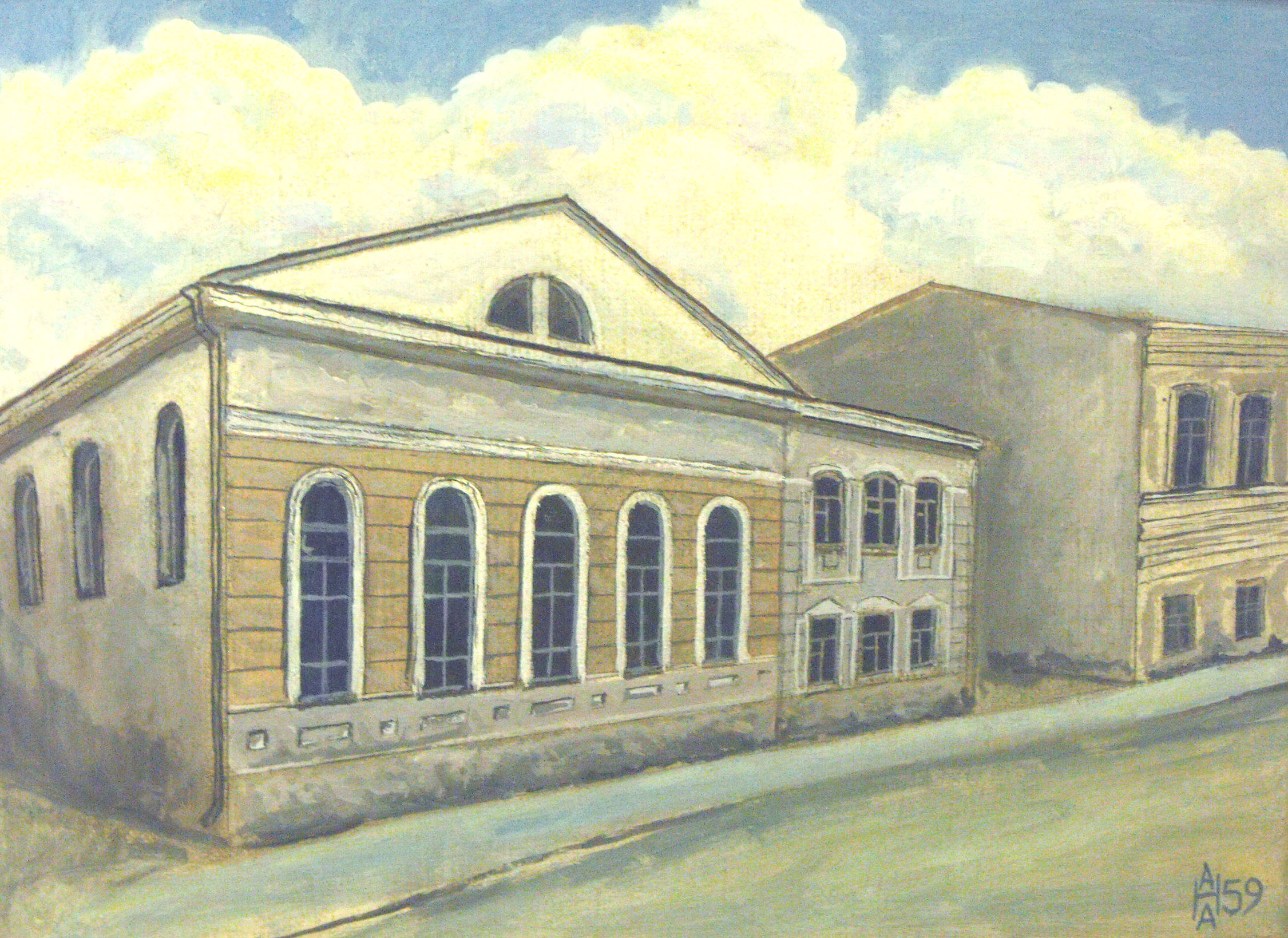
Могилев, синагога Купеческая, 1959 год. Сделана в 1967 году по акварели 1959 года. Яичная темпера. Художник — Анатолий Наливаев.

Купеческая синагога в Могилёве (Купецкая сінагога) — бывшая синагога Могилева, расположенная на современной ул. Либкнехта. Не используется по назначению (работает зал бокса). Всего в городе сохранилось три здания синагог.
Построена в девятнадцатом веке, одна из первых каменных синагог в Могилёве, на тогдашней улице Почтовый (Пожарный) переулок. Еврейская энциклопедия Брокгауза и Ефрона указывала, что в городе существуют (1911 г.) тридцать восемь синагог и молелен, из коих тринадцать принадлежат хасидам.
Закрыта в 1930-х. В здании расположился спортивный зал общества «Спартак».